# Breiðufjöll
Breiðufjöll är ett berg i republiken Island. Det ligger i regionen Västfjordarna, 200 km nordväst om huvudstaden Reykjavík.